# Front Line Assembly
Front Line Assembly (abreviado FLA y a veces escrito Frontline Assembly) es un grupo de música Industrial canadiense formado en 1986, y conformado por Bill Leeb, Rhys Fulber, Chris Peterson, Jeremy Inkel, y Jared Slingerland.

## Historia

### Inicios
Posteriormente de haber hecho el demo de Nerve War y Total Terror el grupo lanza en 1987 el álbum The Initial Comand. Posteriormente, Rhys Fulber se une al grupo y en 1988 es lanzado el primer álbum a nivel mundial con el nombre de State of Mind. En 1989 Michael Balch se separa del grupo para unirse a otra banda con el nombre de Ministry. En 1989 es lanzado el álbum Gashed, Senses & Crossfire, del cual la canción Digital Tension Dementia causa sensación entre los fanes y DJ's. El álbum Caustic Grip, lanzado en 1990, causó el mismo nivel de sensación que el anterior. En 1991 el sencillo Virus es un éxito a nivel mundial al presentarse en clubs de música industrial y dance. Hacia 1992 y con el álbum Tactical Neural Implant Front Line Assembly se coloca entre las bandas más populares de la música industrial. En el álbum Millenium, lanzado en 1994, empiezan las mezclas de guitarras eléctricas con música electrónica, es decir Rock Industrial con Metal Industrial, que prevalecerían durante la década de 1990.

### Separación de Rhys Fulber
En 1997, Rhys Fulber se retira de la banda para concentrarse en la producción de la banda Fear Factory y otras bandas. Esto afecto también a otros proyectos como Delerium. Chris Peterson reemplazo a Rhys Fulber, quien daba soporte a la banda en presentaciones en vivo. En ese mismo año es lanzado el álbum FLAvour of the Weak, álbum que le dio un giro al estilo musical de Front Line Assembly: las influencias de Rock Metal se detuvieron y los sonidos electrónicos era ahora los nuevos tonos de la banda. Esta influencia no duro demasiado, el sonido del Rock Metal regreso en 1999 con el álbum Implode, seguido de Epitaph. Hacia el año 2002 Chris Peterson se retira de la banda, dando así el rumor de la separación total del grupo.

### Soy Leeb
Front Line Assembly se presentó en el año 2002 en el festival Wave-Gotik-Treffen, cuya última presentación del grupo causó un escándalo en la comunidad de música industrial al rondar fotografías de su presentación por Internet.
Algunos creen que Leeb tenía un impostor tocando en su lugar. Este impostor acabó siendo conocido por algunos de la base en línea de fanes como "Soy Leeb".

### Regreso de Rhys Fulber
Después de rumores de que la banda se había separado, Rhys Fulber volvió a la banda en 2003. el reunificado combo Leeb-Fulber saca el sencillo "maniacal" en octubre de este año. Al año siguiente sacan el álbum "Civilization". Más tarde, Chris Peterson volvería a Front Line Assembly para grabar "Artificial Soldier" en 2006. El tour siguiente sería interrumpido debido a problemas con la compañía discográfica a la hora de proveer de un autobús de gira. La banda reconoció que volvía a su residencia en Vancouver muy pronto tras apenas haber cubierto la mitad de la gira por EE. UU. (conciertos en Nueva York y Canadá fueron cancelados). Frontline Assembly hicieron una gira europea en agosto de 2006, tocando en 18 ciudades.
En abril de 2007, Front Line Assembly publica un álbum de remixes llamado "Fallout". El álbum es editado en formato de caja digipak e incluía tres canciones inéditas ("Electric Dreams", "Unconscious" y "Armageddon") y nueve remixes hechos por otras bandas industriales. Después de la salida de este álbum de remixes, la banda salió de gira por Estados Unidos y Europa.

## Acerca del nombre
El nombre del grupo ha variado con el transcurso de la historia de la banda, en algunos álbumes aparece escrito Front Line Assembly, en otros Frontline Assembly y a veces se abrevia a simplemente como FLA. Fue Frontline desde 1986 hasta 1988, después fue Front Line hasta el sencillo Fatalist, en 1999 fue de nueva cuenta Frontline pero en el sencillo Maniacal se impuso otra vez Front Line. Ante esto, durante una entrevista en el año 2006, Bill Leeb afirmó que se supone deberían ser tres palabras (supposed to be three words). Pero en cualquier forma escrita se refiere al mismo grupo.
El significado del nombre Front Line Assembly no cuenta con un significado especial (traducido al español sería asamblea de la línea frontal), hasta donde se sabe; una de las versiones indica que la palabra Front proviene del grupo belga Front 242 y Line Assembly del artilugio usado por Skinny Puppy para distorsionar sonidos llamado Cooper Line Assembly.

## Miembros
A lo largo de su historia, Front Line Assembly ha tenido varios integrantes y colaboradores. Actualmente la banda está compuesta por siete integrantes de estudio, ocho de presentaciones en vivo,  cuatro de producción y mezclas, un vocalista y tres trabajadores de arte
| Nombre                | Tiempo (estudio)             | Tiempo (en vivo)                      | País    | Ocupación             |
| --------------------- | ---------------------------- | ------------------------------------- | ------- | --------------------- |
| Bill Leeb             | 1986-Actualidad              | 1986- Actualidad                      | Austria | Teclista, Vocalista   |
| Rhys Fulber           | 1986-1997, 2002 - Actualidad | 1989-1986                             | Canadá  | Teclista, Percusiones |
| Chris Peterson        | 1997-2002, 2006-Actualidad   | 1990-1992, 1998-2002, 2006-Actualidad | Canadá  | Teclista              |
| Jeremy Inkel          | 2005-Actualidad              | 2006-Actualidad                       | Canadá  | Teclista              |
| Michael Balch         | 1987-1989                    | 1989                                  |         | Teclista              |
| Jeff Stoddard         | 1990-1992                    |                                       | Canadá  | Guitarrista           |
| Greg Reely            | 1990-Actualidad              | 1995-1999                             |         | Ingeniero de Sonido   |
| Devin Townsend        | 1994-1995                    |                                       | Canadá  | Guitarrista           |
| Jason Filipchuk       | 2000                         | 1998-2002                             |         | Guitarrista           |
| Jared Slingerland     | 2006-Actualidad              | 2006-Actualidad                       | Canadá  | Guitarrista           |
| Craig Joseph Huxtable |                              | 2006                                  |         | Teclista              |
| Adrian White          | 2006-2007                    | 1995, 1992, 2002, 2006, 2007          | Canadá  | Baterista             |

## Discografía
La discografía de Front Line Assembly comprende 22 álbumes, 18 sencillos y un DVD.

### Álbumes
- Nerve War
- Total Terror
- The Initial Command
- State of Mind
- Corrosion
- Disorder
- Convergence
- Gashed Senses And Crossfire
- Caustic Grip
- Tactical Neural Implant
- Millennium
- Corroded Disorder
- Hard Wired
- Live Wired
- FLAvour of the Weak
- Re-wind
- Implode
- Epitaph
- Civilization
- Artificial Soldier
- Fallout
- Improvised Electronic Device
- Echogenetic
- Echoes

### Sencillos
- Digital Tension Dementia
- No Limit
- Iceolate
- Provision
- Virus
- Mindphaser
- The Blade
- Millenium
- Surface Patterns
- Circuitry
- Plasticity
- Colombian Necktie
- Comatose
- Prophesy
- Fatalist
- Everything Must Perish
- Maniacal
- Vanished
- Shifting Through The Lens
- Angriff

### Compilaciones
- 7H3 51N6LE5 1988-2013

### DVD
- World Domination - Tour 2DVD (No editado)